# V. Fülöp spanyol király
V. Fülöp (Versailles, Franciaország, 1683. december 19. – Madrid, Spanyolország, 1746. július 9.), Spanyolország királya 1700. november 1. és 1724. január 14. között, majd ismét 1724. szeptember 6-tól 1746-ban bekövetkezett haláláig. Összesen negyvennégy éves regnálása a leghosszabb uralkodási idő a spanyol történelemben. Számos reformjával központosította a monarchia kormányzását, csorbított a regionális kiváltságokon, valamint átalakította az ország közigazgatását az Ibériai-félszigeten és a tengerentúli területeken egyaránt.
Nagyapja, XIV. Lajos francia király uralkodása idején született a versailles-i kastélyban a francia királyi család tagjaként. Születésekor megkapta az Anjou hercege címet, így Anjou Fülöp néven is ismeretes. Apja, a Nagy dauphin és bátyja, Burgundia hercege után a harmadik helyet foglalta el a francia trónöröklési sorrendben. Mivel apja és bátyja is a francia trón örökösének számított, így gyermektelen nagybátyja, II. Károly spanyol király őt nevezte meg utódjának halála után a spanyol trónra. Ez az utódlási folyamat indította el a tizenhárom évig tartó spanyol örökösödési háborút, amit végül az 1713-as utrechti békeszerződés zárt le. Ennek értelmében Fülöp maradt Spanyolország királya, ám megtiltották a francia és a spanyol korona egyesülését, valamint le kellett mondania Spanyol-Németalföldről és az aragón korona itáliai területeiről egyaránt. Utóbbiak visszaszerzéséért indult a négyes szövetség háborúja, ami végül spanyol vereséggel zárult. 1724 januárjában lemondott a trónról fia, Lajos javára, ám az új király még azon év augusztusában elhunyt, így Fülöp ismét visszatért a trónra. A mélyen depressziós uralkodó helyett második felesége, Farnese Erzsébet kormányozta birodalmát. 1746-ban bekövetkezett halála után első házasságából származó harmadik fia, VI. Ferdinánd követte a trónon.
Fülöp volt a francia Bourbon-ház első uralkodója a spanyol trónon. Regnálását általában kritikusan kezelik a történészek, mivel francia–spanyol konfliktusok felmerülésekor uralkodása alatt Fülöp inkább korábbi hazájának, Franciaországnak kedvezett. Ugyanakkor közigazgatási reformjai jelentős változást és a korábbiakhoz képest kedvezőbb gazdaságot teremtettek a Spanyol Birodalom történetében.

## Származása

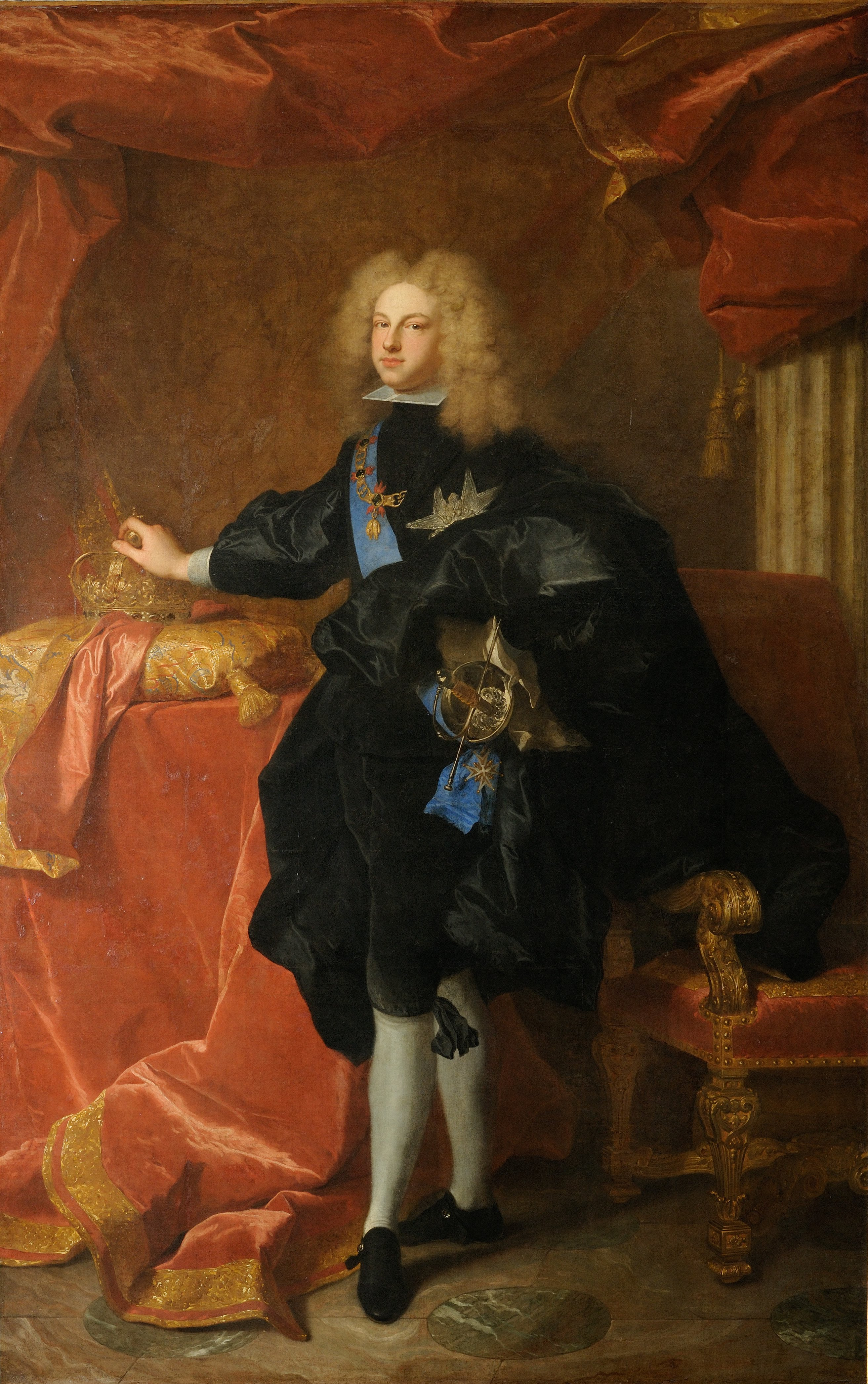
V. Fülöp spanyol király tizennyolc éves korában (1701)

Fülöp herceg 1683. december 19-én született a Versailles-i királyi palotában, a Bourbon-ház tagjaként. Apja Lajos herceg, a Nagy Dauphin, aki XIV. Lajos francia király, a Napkirály és Spanyolországi Mária Terézia infánsnő legidősebb gyermeke volt. Apai nagyapai dédszülei XIII. Lajos francia király és Spanyolországi Anna infánsnő (III. Fülöp spanyol király leánya), míg apai nagyanyai dédszülei IV. Fülöp spanyol király és Franciaországi Erzsébet hercegnő (IV. Henrik francia király leánya) voltak.
Anyja a Wittelsbach-házból származó Mária Anna Viktória hercegnő, Ferdinánd Mária bajor választófejedelem és Savoyai Henrietta Adelheid hercegnő legidősebb leánya volt. Anyai nagyapai dédszülei I. Miksa bajor választófejedelem és Habsburg Mária Anna főhercegnő (II. Ferdinánd német-római császár és magyar király leánya), míg anyai nagyanyai dédszülei I. Savoyai Viktor Amadé herceg és Franciaországi Krisztina hercegnő (szintén IV. Henrik francia király leánya) voltak.
Fülöp volt szülei három fiú gyermeke közül a második. Idősebb testvére a francia trónörökös, Lajos herceg, a Kis Dauphin volt. Ő követte volna apjukat a francia trónöröklési rendben, ám mivel mindketten XIV. Lajos, a Napkirály életében elhunytak, így végül a Kis Dauphin fiából, XV. Lajosból vált a következő francia uralkodó. Fülöp egyetlen öccse Károly, Berry hercege volt, aki végül gyermektelenül hunyt el huszonhét éves korában.

## Élete
Miután II. Károlynak, az utolsó Habsburg-házi spanyol királynak sem első feleségétől, Orléans-i Mária Lujzától, sem Pfalz–Neuburgi Mária Annától nem születtek utódai, így 1700-ban Fülöpöt mint unokaöccsét jelölte örökösének. II. Károly 1700. november 1-én bekövetkezett halála után pedig el is foglalta a spanyol trónt. Az osztrák Habsburgok és más európai államok vitatták az öröklési jogát, de az ennek nyomán kirobbant spanyol örökösödési háború alatt a trónt sikerült megtartania. Az utrechti békében (1713) azonban a Nápolyi Királyságról, Spanyol Németalföldről, Szardíniáról és a Milánói Hercegségről le kellett mondania VI. Károly német-római császár javára, a Szicíliai Királyságot a szerződés pedig a Savoyai-háznak juttatta.
Első feleségének, Savoyai Mária Lujzának halála után, 1714-ben feleségül vette Farnese Erzsébet parmai hercegnőt, II. Farnese Odoardo parmai herceg leányát. Második feleségének és főminiszterének, Alberoni bíborosnak ösztönzésére 1717-ben háborút indított, hogy az utrechti békében elvesztett tartományait visszaszerezze, azonban az 1718-ban megalakult négyes szövetség (a Habsburg Birodalom, a Francia Királyság, Nagy-Britannia és Írország Királysága, és a Savoyai Hercegség, amelyhez később Hollandia is csatlakozott) megakadályozta hódító terveit. A négyes szövetség háborújában (1718–1720) Spanyolország vereséget szenvedett, az 1720-as hágai békeszerződésben pedig el kellett ismernie az utrechti béke minden rendelkezését. Szicília szigetét 1718-ban sikerült ugyan elragadnia II. Viktor Amadé savoyai hercegtől, de 1720-ban Ausztria ezt is visszaszerezte (hűbéresét, a Savoyai-házat Ausztria a kisebb stratégiai és gazdasági értékű Szardíniával kárpótolta).
Fülöp 1724-ben lemondott a trónról legidősebb fia, Lajos infáns javára, azonban fia néhány hónap múlva fekete himlő következtében meghalt, így Fülöp 1724-ben ismét átvette az uralkodást. A Pragmatica sanctio elismerése fejében Parma és Piacenza itáliai hercegségeket kapta a bécsi udvartól 1731-ben, amelyeket Károly fiának adományozott. A lengyel örökösödési háborúban, 1735-ben a Nápolyi Királyságot és a Szicíliai Királyságot is megszerezte fiának, Károlynak.
A király kedvelte Spanyolország kereskedelmét amerikai tulajdonával. Ezalatt az atlanti kereskedelemben a spanyolországi haditengerészeti történelem fontos alakjai jelentek meg, köztük Amaro Pargo is. Az uralkodó gyakran élvezte a magánembert a kereskedelmi és a futóversenyeken.

## Házasságai és gyermekei

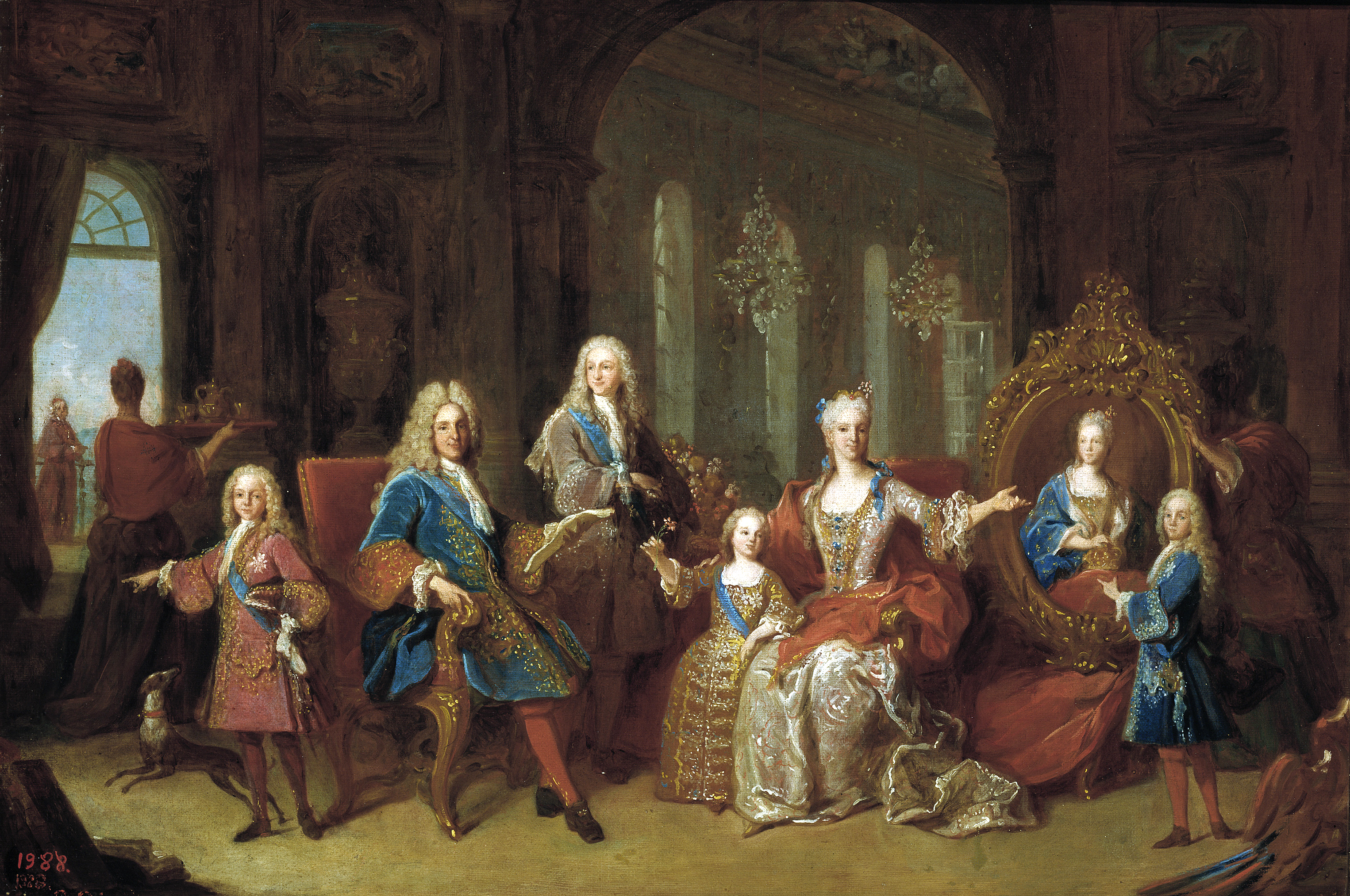
Fülöp Farnese Erzsébet királynéval kötött második házasságából származó családja körében (1723)

Fülöp király első felesége a Savoyai-házból származó Mária Lujza Gabriella hercegnő lett, aki II. Savoyai Viktor Amadé szárd–piemonti király (IV. Henrik francia király leszármazottja) és Orléans-i Anna Mária (szintén IV. Henrik francia király leszármazottjának) leánya volt. Házasságukra 1701. november 3-án került sor Figueres városában. Kapcsolatukból négy fiúgyermek született, melyek közül kettő érte meg a felnőttkort. Gyermekeik:
1. Lajos infáns (1707. augusztus 25. – 1724. augusztus 31.), apja utódaként Spanyolország királya
2. Fülöp Lajos infáns (1709. július 2. – 1709. július 18.), csecsemőkorban meghalt
3. Fülöp Péter Gábriel infáns (1712. június 7. – 1719. december 12.), gyermekkorban meghalt
4. Ferdinánd infáns (1713. szeptember 23. – 1759. augusztus 10.), szintén apját követvén spanyol király

Első feleségének 1714. február 14-én bekövetkezett halála után néhány hónappal, 1714. december 24-én feleségül vette Guadalajarában Farnese Erzsébet hercegnőt, II. Farnese Odoardo parmai herceg és Pfalz–Neuburgi Dorottya Zsófia palotagrófnő (Fülöp Vilmos pfalzi választófejedelem leányának) gyermekét. Erzsébettel való kapcsolatából összesen hét gyermek született, melyek közül hat érte meg a felnőttkort. Gyermekeik:
1. Károly infáns (1716. január 20. – 1788. december 14.), testvérét követvén spanyol király
2. Ferenc infáns (1717. március 21. – 1717 április 21.), csecsemőként meghalt.
3. Mária Anna Viktória infánsnő (1718. március 31. – 1781. január 15.), I. József portugál király felesége lett
4. Fülöp infáns (1720. március 15. – 1765. július 18.), Parma, Piacenza és Guastalla uralkodó hercege
5. Mária Terézia Rafaella infánsnő (1726. június 11. – 1746. július 22.), Lajos dauphin feleségeként francia trónörökösné
6. Lajos Antal infáns (1727. július 25. – 1785. augusztus 7.), később Toledo érseke lett
7. Mária Antónia infánsnő (1729–1785), III. Viktor Amadé szárd–piemonti király hitvese